# ألاستير
ألاستير (بالألمانية: Hans-Henning von Voigt)‏ هو رسام توضيحي ومترجم ألماني، ولد في 20 أكتوبر 1887 في كارلسروه في ألمانيا، وتوفي في 30 أكتوبر 1969 في ميونخ في ألمانيا.